# The Witness (film 1915 O'Neil)
The Witness è un cortometraggio muto del 1915 diretto da Barry O'Neil-

## Produzione
Il film fu prodotto dalla Lubin Manufacturing Company.

## Distribuzione
Distribuito dalla General Film Company, il film - un cortometraggio in tre bobine - uscì nelle sale USA il 5 agosto 1915.